# Агафья
Ага́фья — женское русское личное имя греческого происхождения. Имя восходит к др.-греч. ἀγαθός (agathos), означающему «хороший, добрый»; в древнегреческой мифологии «Агатос» — один из эпитетов Зевса. Православный канонический вариант имени — Агафия; русский именослов также содержит близкородственное имя Агата, заимствованное в XX веке из западноевропейских языков.

## Именины
Именины: 10 января (28 декабря), 18 февраля, 16 апреля.